# Konrad Müller (Altphilologe)
Konrad Müller (* 12. November 1920 in Biel; † 31. März 2015) war ein Schweizer Klassischer Philologe.

## Leben
Konrad Müller besuchte das Städtische Gymnasium in Bern und studierte von 1939 bis 1946 Klassische Philologie an den Universitäten Bern und Basel. Nach der Lehramtsprüfung arbeitete er von 1947 bis 1951 als Angestellter in der Stadtbibliothek Biel. Während dieser Zeit wurde er mit der Dissertation Das «Exemplar humanae vitae» des Uriel da Costa an der Universität Bern promoviert (1950, gedruckt 1952). 1951 gewann er den ersten Preis im Certamen Capitolinum in Rom.
Von 1947 bis 1963 arbeitete Müller als Lektor an der Universität Bern. Nach seiner Habilitation (1960) wirkte er gleichzeitig als Privatdozent an der Universität Freiburg (Schweiz). 1963 wechselte er als ordentlicher Professor für Klassische Philologie an die Universität Tübingen. 1966 kehrte er als Titularprofessor für Mittel- und Neulateinische Philologie an die Universität Freiburg zurück, wo er 1968 zum ordentlichen Professor ernannt und 1985 emeritiert wurde. Seit 1982 war er korrespondierendes Mitglied der British Academy.
Konrad Müller beschäftigte sich mit der lateinischen Literatur von der Antike bis zur Neuzeit. Seine Ausgaben bzw. Übersetzungen der Schriften des Petronius Arbiter, des Quintus Curtius Rufus und der Goldenen Bulle wurden mehrfach aufgelegt. Er lebte zuletzt in Spiegelberg bei Bern.